# Government Plates
Government Plates é o terceiro álbum de estúdio do grupo de hip hop experimental Death Grips. Foi lançado para download gratuito em 13 de novembro de 2013, sendo também enviado pela banda para vários sites de compartilhamento de arquivos. Os videoclipes de cada música contida no álbum foram enviados para o canal do grupo no YouTube. Em 14 de janeiro de 2014, Government Plates foi disponibilizado para compra através do iTunes. O álbum vendeu 13.000 cópias em março de 2015.

## História
No dia 10 de maio de 2013, foi anunciado que Zach Hill, o baterista do grupo Death Grips, estava trabalhando em um terceiro álbum de estúdio enquanto escrevia, dirigia e fazia a trilha sonora de um filme. Em 8 de julho, foi anunciado que os Death Grips haviam lançado a sua própria gravadora, a Third Worlds. O selo foi criado através de “um relacionamento único com a Harvest Records e a Capitol Records” através de um acordo para ser distribuído pela Caroline Records. Também foi revelado que o álbum seria lançado no ano seguinte. No dia 21 de agosto, o único single do álbum, "Birds", foi disponibilizado para download gratuito. A música é construída em torno de uma amostra fortemente editada de um riff de guitarra interpretado pelo ator inglês Robert Pattinson, que usou o iPhone de Hill para gravá-la.

## Lançamento
Em 13 de novembro de 2013, Death Grips publicou o álbum Government Plates em vários sites para download gratuito, sem qualquer aviso prévio. Posteriormente, o grupo lançou diversos vídeoclipes musicais de todas as onze faixas pelo YouTube e transmitiram o álbum completo no SoundCloud. O álbum foi lançado exatamente 13 meses, 13 dias e 13 horas depois do álbum anterior, No Love Deep Web. O álbum foi lançado no iTunes e Spotify em 14 de janeiro de 2014. No dia 28 de novembro de 2014, 900 cópias em vinil de Government Plates foram lançadas para o dia de Black Friday da Record Store Day, contendo uma nova arte e uma réplica física da placa na capa.

## Recepção crítica
| Críticas profissionais | Críticas profissionais |
| Pontuações agregadas   | Pontuações agregadas   |
| Fonte                  | Avaliação              |
| ---------------------- | ---------------------- |
| AnyDecentMusic?        | 7.6/10                 |
| Metacritic             | 75/100                 |
| Avaliações da crítica  |                        |
| Fonte                  | Avaliação              |
| Consequence of Sound   | 2.5 de 5 estrelas.     |
| DIY                    | 4 de 5 estrelas.       |
| Drowned in Sound       | 8/10                   |
| Fact                   | 3.5/5                  |
| NME                    | 8/10                   |
| Pitchfork              | 8.4/10                 |
| PopMatters             | 8/10                   |
| Rolling Stone          | 3.5 de 5 estrelas.     |
| Slant Magazine         | 4 de 5 estrelas.       |
| Spin                   | 8/10                   |

Após o seu lançamento, Government Plates recebeu críticas geralmente positivas. No Metacritic, o álbum recebeu uma nota média de 75, o que indica "geralmente favorável", com base em 18 avaliações.; Ian Cohen do Pitchfork premiou o álbum como a "Melhor Música Nova", escrevendo: "Government Plates restabelece ruidosamente o Death Grips como um grupo libertado por não ter nenhum ideal, criando música sem passado sobre um presente sem futuro." Chase Woodruff da Slant Magazine deu uma crítica positiva ao álbum, afirmando: " Government Plates não se afasta nem um centímetro do niilismo vulgar e militante de The Money Store de 2012 ou de seu sucessor, No Love Deep Web." Joe Price, do This Is Fake DIY, referiu-se ao álbum como "uma lobotomia desleixada do hip-hop focada em provocar medo e intriga".
O álbum foi colocado em 43º lugar na lista dos 50 melhores álbuns de 2013 da revista Spin.
Contudo, alguns críticos criticaram "a falta de vocais" no álbum, predominantemente instrumental. O redator sênior da Consequence of Sound, Dan Caffrey, afirmou: "Embora a presença de MC Ride seja definitivamente sentida, ela ocorre mais em frases repetidas e vocalizações abstratas do que nas desagradáveis rimas de fluxo de consciência de outros lançamentos anteriores dos Death Grips."

## Em outras mídias
A música "You Might Think He Loves You for Your Money but I Know What He Really Loves You for It’s Your Brand New Leopard Skin Pillbox Hat" foi apresentada em um comercial de 2014 da linha de calçados Intersport.

## Faixas
| N.º            | Título | Duração |  |
| 1.             | "You Might Think He Loves You for Your Money but I Know What He Really Loves You for It’s Your Brand New Leopard Skin Pillbox Hat" | 2:41    |  |
| 2.             | "Anne Bonny" | 3:27    |  |
| 3.             | "Two Heavens" | 3:02    |  |
| 4.             | "This Is Violence Now (Don't Get Me Wrong)"                                                                                        | 2:38    |  |
| 5.             | "Birds" | 4:38    |  |
| 6.             | "Feels Like a Wheel" | 2:22    |  |
| 7.             | "I'm Overflow" | 3:09    |  |
| 8.             | "Big House" | 2:19    |  |
| 9.             | "Government Plates" | 2:42    |  |
| 10.            | "Bootleg (Don't Need Your Help)"                                                                                                   | 2:06    |  |
| 11.            | "Whatever I Want (Fuck Who’s Watching)"                                                                                            | 6:38    |  |
| Duração total: | Duração total: | 38:48   |  |

## Pessoal
Death Grips
- MC Ride – vocais, produção
- Zach Hill – produção, bateria
- Andy Morin – produção, teclados, programação

Músicos adicionais
- Robert Pattinson – guitarra em "Birds"